# Grant Sawyer
Frank Grant Sawyer (ur. 14 grudnia 1918, zm. 19 lutego 1996) – amerykański polityk, dwudziesty pierwszy gubernator Nevady. Należał do Partii Demokratycznej.
Urodził się w Twin Falls w stanie Idaho. Walczył w II wojnie światowej. Wybory na gubernatora, wygrał w 1959 roku. W 1967 r. przegrał starcie o reelekcję. Zmarł w Las Vegas na udar mózgu.